# Nagao Fujikage
Nagao Fujikage (長尾 藤景?; ... – 1568) fu un samurai giapponese del periodo Sengoku appartenente al clan Nagao.

## Biografia
Servì Uesugi Kenshin durante il periodo Sengoku ed è ricordato come uno dei suoi più importanti generali. Partecipò alla quarta battaglia di Kawanakajima nel 1561.
Fu ucciso durante la rivolta di Honjō Shigenaga.